# Arroyo Chileno Grande
El arroyo Chileno Grande es un curso de agua uruguayo que atraviesa el departamento de Durazno perteneciente a la cuenca hidrográfica del Río de la Plata.
Nace en la cuchilla Grande del Durazno y desemboca en el arroyo del Blanquillo tras recorrer alrededor de 32 km.